# 火舞風雲
《火舞風雲》是一套於1988年上映，以女性為主導香港劇情片，導演為張同祖。電影講述兩姐妹因繼父入獄，母親病重而被逼當性工作者的故事。女主角分別是當時電影紅星鍾楚紅及後起之秀張敏，本片雖然班底和月亮星星太陽相似，但兩者並沒關係。

## 角色
| 演員        | 角色         | 粵語配音 | 備註                                                                          |
| 鍾楚紅      | 紅姐         | 鍾楚紅   | 性工作者 於尾段為報復而殺死唐彬，最後向警方自首                               |
| 張敏        | 阿敏 / Mandy | 沈小蘭   | 本為大學生，因家道中落而被迫處女下海                                          |
| 午馬        | 阿劉         | 金貴     | 舞廳經理                                                                      |
| 秦沛        | 唐彬         | 秦沛     | 無良商人，恃勢凌人，視財如命，利用下三濫手段迫害大傻一家 陷害大傻並與阿敏有染 |
| 王晶        | 晶少         | 陳永信   | 唐彬好友                                                                      |
| 馮淬帆      | 舞廳客人     | 馮淬帆   |                                                                               |
| 陳百祥      | 舞廳客人     | 陳百祥   |                                                                               |
| 樓南光      | 舞廳客人     | 陳永信   |                                                                               |
| 成奎安      | 大傻         | 賈鳳悟   | 阿敏的繼父 因被唐彬陷害而入獄，假釋後對其淋潑糞便洩憤，遭對方報復             |
| 焦姣        | 阿仙         |          |                                                                               |
| 曹查理      | 查理         | 盧雄     |                                                                               |
| 肥媽        | Cat媽        | 譚淑英   | 舞女大班（媽媽生）                                                            |
| 薛芷倫      | 狄天娜       | 盧素娟   |                                                                               |
| 米奇        | 莫姜         | 丁羽     |                                                                               |
| 林聪 (演员) | 馬友         | 金貴     | 唐彬之下屬                                                                    |
| 陳山河      | 阿偉         | 陳永信   |                                                                               |
| 上官玉      | 臭狐珍       | 徐愛貞   |                                                                               |
| 李中寧      | 敏男友       | 陳永信   |                                                                               |

## 外部連結
- 豆瓣电影上《火舞風雲》的資料 （简体中文）
- 时光网上《火舞風雲》的資料（简体中文）
- AllMovie上《火舞風雲》的资料（英文）
- 爛番茄上《on fire 火舞風雲》的資料（英文）
- 香港影庫上《火舞風雲》的資料（繁體中文）
- 互联网电影数据库（IMDb）上《火舞風雲》的资料（英文）